# Shinjuku ni-chōme

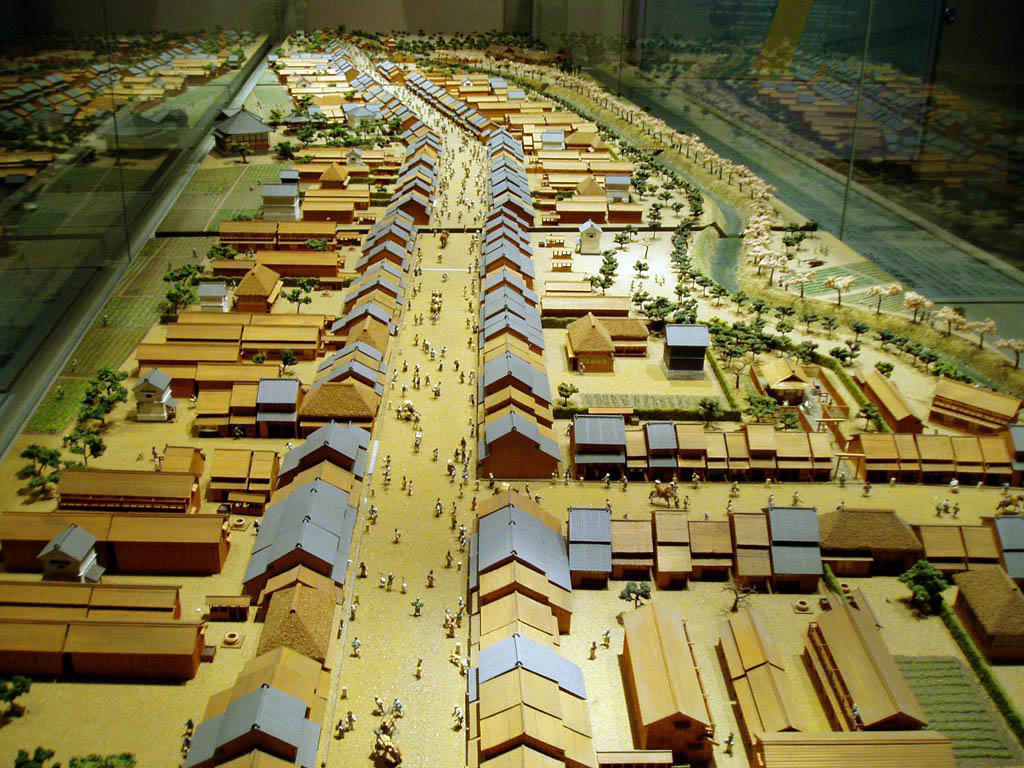
Historisches Modell

Shinjuku ni-chōme (jap. 新宿二丁目), oder einfach Ni-chōme, ist ein Viertel des Stadtteils Shinjuku des Tokioter Bezirks Shinjuku, das vor allem als Tokios Amüsierviertel für Schwule bekannt ist. Es erstreckt sich über mehrere Straßenzüge 500 Meter östlich vom Bahnhof Shinjuku.

## Beschreibung
Das zirka 10 Hektar große Stadtviertel hat 1241 Einwohner, davon sind 701 männlich und 540 weiblich. Die Zahl der Haushalte beträgt 895. (Stand Dezember 2013)
Shinjuku-ni-chōme entstand in den späten 1960er Jahren, als in ehemalige Rotlicht-Bars (Shinjuku mit dem Hetero-Bezirk Kabukichō ist das  größte Vergnügungsviertel Tokios) nach und nach Schwulenbars einzogen. Als Schauplatz zweier Fernsehserien Anfang der 1990er Jahre etablierte sich Ni-chōme auch im Bewusstsein der Mainstream-Japaner als Viertel für Homosexuelle.
Heute gibt es hier über 300 Etablissements wie Straßencafes, elegante und schummrige Bars und Diskos, japan-typische Massagesalons, Hostessclubs, Karaokebars und Love Hotels für Schwule. Daneben findet man hier mehrere Fachgeschäfte für Schwulenpornos, Sexutensilien etc.
Auch das Nachtleben der in Tokio lebenden schwulen Ausländer konzentriert sich auf Shinjuku ni-chome. Das Viertel wird von Einrichtungen für Schwule dominiert; die Mehrheit der Bars wird aber auch von Lesben und einigen Heterosexuellen frequentiert.